# Koran Sindo
Koran Sindo – indonezyjski dziennik należący do grupy Media Nusantara Citra.
Został założony w 2005 roku pod nazwą „Harian Seputar Indonesia”. Przestał się ukazywać w kwietniu 2023 r.
W 2012 roku uruchomiono pokrewny serwis informacyjny Sindonews.com, który stał się jedną z najpopularniejszych witryn internetowych w kraju. W 2013 roku gazeta zmieniła nazwę na „Koran Sindo”.